# Onthophagus hirtellus
Onthophagus hirtellus är en skalbaggsart som beskrevs av Frey 1957. Onthophagus hirtellus ingår i släktet Onthophagus och familjen bladhorningar. Inga underarter finns listade i Catalogue of Life.